# S/2003 J 4
S/2003 J 4 je prirodni satelit planeta Jupiter iz grupe Pasiphae, otkriven 2003. godine.  Retrogradni nepravilni satelit s oko 2 kilometra u promjeru i orbitalnim periodom od 739.294 dana.